# Formula di Leibniz per pi
In matematica, la formula di Madhava-Leibniz per π  è una serie convergente, chiamata più correttamente Serie di Madhava–Leibniz essendo un caso particolare di una più generale serie per la tangente inversa, di cui primo scopritore fu appunto Madhava di Sangamagrama. È nota anche come serie di Gregory per π, dal nome del matematico scozzese James Gregory che la riscoprì qualche anno prima di Leibniz stesso. 
Essa afferma che: 
la somma infinita a segni alterni di tutti i reciproci dei  numeri naturali dispari, partendo da più uno, è uguale a un quarto del pi greco.
{\displaystyle \sum _{n=0}^{\infty }{\frac {(-1)^{n}}{2n+1}}=1-{\frac {1}{3}}+{\frac {1}{5}}-{\frac {1}{7}}+\cdots +{\frac {(-1)^{n}}{2n+1}}+\cdots ={\frac {\pi }{4}}.}

## Dimostrazione
Si consideri la serie geometrica
{\displaystyle 1-x^{2}+x^{4}-x^{6}+x^{8}-\cdots ={\frac {1}{1+x^{2}}},\qquad |x|<1.}
Questa è limite della successione delle serie troncate 
{\displaystyle G_{n}(x)=1-x^{2}+x^{4}-x^{6}+x^{8}-+\cdots -x^{4n-2}={\frac {1-x^{4n}}{1+x^{2}}},\qquad |x|<1.}
Suddividendo l'integranda
{\displaystyle {\frac {1}{1+x^{2}}}={\frac {1-x^{4n}}{1+x^{2}}}+{\frac {x^{4n}}{1+x^{2}}}=G_{n}(x)+{\frac {x^{4n}}{1+x^{2}}}}
ed integrando entrambi i membri fra 0 a 1, si ha che
{\displaystyle \int _{0}^{1}{\frac {1}{1+x^{2}}}\,dx=\int _{0}^{1}G_{n}(x)\,dx+\int _{0}^{1}{\frac {x^{4n}}{1+x^{2}}}\,dx\ .}
Calcolando il primo integrale nel secondo membro (quello con le serie troncate {\displaystyle G_{n}(x)\,}) termine a termine si ottiene, passando al limite, la somma richiesta. Il contributo del secondo termine si annulla per {\displaystyle n\rightarrow \infty } poiché
{\displaystyle \int _{0}^{1}{\frac {x^{4n}}{1+x^{2}}}\,dx<\int _{0}^{1}x^{4n}\,dx={\frac {1}{4n+1}}\ .}
L'integrale completo
{\displaystyle \int _{0}^{1}{\frac {1}{1+x^{2}}}\,dx}
al primo membro risulta arctan(1) − arctan(0) = π/4, e quindi
{\displaystyle {\frac {\pi }{4}}={\frac {1}{1}}-{\frac {1}{3}}+{\frac {1}{5}}-{\frac {1}{7}}+{\frac {1}{9}}-\cdots .}
Q.E.D.
Una dimostrazione alternativa della formula di Leibniz può essere ricavata tramite il teorema di Abel applicato alla serie di potenze (convergente per {\displaystyle |x|<1})
{\displaystyle \arctan x=\sum _{n\geq 0}(-1)^{n}{x^{2n+1} \over {2n+1}}}
che viene ottenuta integrando la serie geometrica (assolutamente convergente per {\displaystyle |x|<1})
{\displaystyle 1-x^{2}+x^{4}-x^{6}+x^{8}-\cdots ={\frac {1}{1+x^{2}}}}
termine a termine.

## Serie ricavata
Si possono mettere in evidenza alcuni termini così:
{\displaystyle {\frac {1}{1}}-{\frac {1}{3}}+{\frac {1}{5}}-{\frac {1}{7}}+{\frac {1}{9}}-{\frac {1}{11}}+\cdots =\left({\frac {1}{1}}-{\frac {1}{3}}\right)+\left({\frac {1}{5}}-{\frac {1}{7}}\right)+\left({\frac {1}{9}}-{\frac {1}{11}}\right)+\cdots ={\frac {\pi }{4}}.}
E svolgendo:
{\displaystyle \left({\frac {1}{1}}-{\frac {1}{3}}\right)+\left({\frac {1}{5}}-{\frac {1}{7}}\right)+\left({\frac {1}{9}}-{\frac {1}{11}}\right)+\cdots ={\frac {2}{1\cdot 3}}+{\frac {2}{5\cdot 7}}+{\frac {2}{9\cdot 11}}+\cdots ={\frac {\pi }{4}}.}
Dividendo entrambi i membri per due:
{\displaystyle \sum _{n=0}^{\infty }{\frac {1}{(2n+1)(2n+3)}}={\frac {1}{1\cdot 3}}+{\frac {1}{5\cdot 7}}+{\frac {1}{9\cdot 11}}+\cdots ={\frac {\pi }{8}}.}
si noti che abbiamo usato solo valori pari di n. Esempio n=0,2,4...n+2.

## Efficienza nel calcolo di π
La formula di Leibniz è inefficiente per un calcolo meccanico di pi, a causa dell'elevato numero di passi da eseguire per raggiungere un'elevata precisione. Calcolare 10 cifre significative usando la formula di Leibniz richiede più di 10 000 000 000 operazioni matematiche, ed un tempo maggiore di quanto non sia necessario per calcolare milioni di cifre significative con formule più efficienti.
Se però la serie viene troncata al momento giusto, l'espansione decimale concorderà con quella di π per molte cifre, eccezion fatta per singole cifre o gruppi; ad esempio, prendendo 5 000 000 di termini si ottiene
3.1415924535897932384646433832795027841971693993873058...
dove le cifre sottolineate sono errate. Gli errori possono essere previsti: sono generati dai numeri di Eulero En  secondo la forma asintotica
{\displaystyle {\frac {\pi }{2}}-2\sum _{k=1}^{N/2}{\frac {(-1)^{k-1}}{2k-1}}\sim \sum _{m=0}^{\infty }{\frac {E_{2m}}{N^{2m+1}}}}
dove N è un intero divisibile per 4. Se N è una potenza di dieci, ogni termine della somma a destra è una frazione decimale. La formula è un caso speciale della formula di somma di Boole per serie alternate. Nel 1992 Jonathan Borwein e Mark Limber usarono i primi mille numeri di Eulero per calcolare π fino alla 5 236-esima cifra con la formula di Leibniz.